# Juoda
Juoda je řeka ve střední Litvě. Teče v okrese Panevėžys. Je to levý přítok řeky Nevėžis. Je 34,7 km dlouhá. Pramení na severním okraji vsi Žižmiai. Teče převážně severním směrem, pouze u obce Jotainiai v délce 3 km teče směrem západním. Protéká jezery Pilvinas (3,5 km na sever od vsi Žižmiai; 9,6 ha), Juodis u Paežerisu (50,5 ha), rybníkem Jotainių tvenkinys (37,5 ha), dvěma menšími rybníčky u vsí Pajuodžiukai a Pajuodžiai a rybníkem Staniūnų tvenkinys (11 ha) u vsi Kerava. Křižuje se s dálnicí A2. Do řeky Nevėžis se vlévá jako její levý přítok u obce Velžys, 7 km na jihovýchod od krajského města Panevėžys, 151,8 km od jeho ústí do Němenu. Šířka koryta je 6 m, místy až 15 m, hloubka dosahuje 0,8 – 1,5 m. Průměrný spád je 0,63 m/km. Rychlost toku je 0,1 m/s. Průměrný průtok u ústí je 1,68 m³/s.

## Přítoky
- Levé:

| Hydrologické pořadí | Řeka     | Délka (km) | Povodí (km²) | Vzdálenost od ústí (km) | Ústí kde | Koordináty ústí |
| ------------------- | -------- | ---------- | ------------ | ----------------------- | -------- | --------------- |
| 13010157            | Obelis   |            |              | 21,0                    |          |                 |
| 13010159            | J-1      |            |              | 16,1                    |          |                 |
| 13010161            | Šaltynas |            |              | 13,9                    |          |                 |
| 13010164            | Padubė   |            |              | 8,6                     |          |                 |

- Pravé:

| Hydrologické pořadí | Řeka    | Délka (km) | Povodí (km²) | Vzdálenost od ústí (km) | Ústí kde  | Koordináty ústí |
| ------------------- | ------- | ---------- | ------------ | ----------------------- | --------- | --------------- |
| 13010143            | Apteka  | 18,4       | 102,2        | 22,5                    | Jotainiai |                 |
| 13010163            | Kernavė |            |              | 13,6                    |           |                 |
| 13010165            | J-4     |            |              | 3,0                     |           |                 |
| 13010166            | J-2     |            |              | 2,8                     |           |                 |

## Sídla při řece
Vadokliai, Jotainiai, Katinai, Sodeliškiai, Kabeliai, Velžys

## Jazykové souvislosti
Obecné slovo juoda v litevštině znamená černá.